# Xestia semiretracta
Xestia semiretracta är en fjärilsart som beskrevs av Yoshimoto 1995. Xestia semiretracta ingår i släktet Xestia och familjen nattflyn. Inga underarter finns listade i Catalogue of Life.